# 69a Mostra Internacional de Cinema de Venècia
La 69a Mostra Internacional de Cinema de Venècia, organitzat per la Biennal de Venècia va tenir lloc al Lido de Venècia del 29 d'agost al 8 de setembre de 2012. El festival es va obrir amb The Reluctant Fundamentalist de la directora índia Mira Nair, i va tancar amb la pel·lícula fora de competició L'Homme qui rit, dirigida per Jean-Pierre Ameris. La pel·lícula de Terrence Malick To the Wonder va reunir tants escridassaments com aplaudiments de la crítica en la seva estrena.
El Lleó d'Or a la millor pel·lícula el va obtenir Pietà, dirigida pel director sud-coreà Kim Ki-duk. Paul Thomas Anderson amb The Master va guanyar el Lleó d'Argent al millor director. L'actriu israeliana Hadas Yaron fou seleccionada com a millor actriu per la seva actuació a Lemale et ha'ḥalal.

## Jurats
El jurat de la Mostra de 2012 va estar format per:
Competició principal (Venezia 69)
- Michael Mann, director estatunidenc (President)
- Marina Abramović, artista sèrbia
- Laetitia Casta, actriu francesa
- Peter Chan, director de Hong Kong
- Ari Folman, director israelià
- Matteo Garrone, director italià
- Ursula Meier, directora franco-suïssa
- Samantha Morton, actriu i directora anglesa
- Pablo Trapero, director argentí

Horitzons (Orizzonti)
- Pierfrancesco Favino, actor italià (President)
- Sandra den Hamer, director del Festival de Rotterdam
- Runa Islam, artista visual i cineasta britànic originari de Bangladesh
- Jason Kliot, productor de cinema independent estatunidenc
- Nadine Labaki, actriu i directora libanesa
- Milcho Manchevski, director macedoni
- Amir Naderi, director, guionista i fotògraf iranià

Opera Prima (Premi Venècia a la pel·lícula de debut)
- Shekhar Kapur, director, actor i productor indi (President)
- Michel Demopoulos, crític de cinema grec
- Isabella Ferrari, actriu de teatre i cinema italiana
- Matt Reeves, guionista, director i productor estatunidenc
- Bob Sinclar, DJ i propietari de Yellow Productions

## Selecció oficial

### En competició
Les següents pel·lícules foren seleccionades per competir pel Lleó d'Or:
| Títol original                                           | Director(s)                      | País de producció              |
| -------------------------------------------------------- | -------------------------------- | ------------------------------ |
| At Any Price                                             | Ramin Bahrani                    | Estats Units                   |
| Izmena                                                   | Kirill Serebrennikov             | Rússia                         |
| Bella addormentata                                       | Marco Bellocchio                 | França, Itàlia                 |
| La cinquième saison                                      | Peter Brosens, Jessica Woodworth | Bèlgica, Països Baixos, França |
| Lemale et ha'halal                                       | Rama Burshtein                   | Israel                         |
| È stato il figlio                                        | Daniele Ciprì                    | Itàlia                         |
| Linhas de Wellington                                     | Valeria Sarmiento                | Portugal, França               |
| The Master                                               | Paul Thomas Anderson             | Estats Units                   |
| Beyond Outrage Autoreiji Biyondo (アウトレイジ ビヨンド) | Takeshi Kitano                   | Japó                           |
| Paradies: Glaube                                         | Ulrich Seidl                     | Àustria, França, Alemanya      |
| Passion                                                  | Brian De Palma                   | França, Alemanya               |
| Pietà (피에타)                                           | Kim Ki-duk                       | Corea del Sud                  |
| Après mai                                                | Olivier Assayas                  | França                         |
| Un giorno speciale                                       | Francesca Comencini              | Itàlia                         |
| Spring Breakers                                          | Harmony Korine                   | Estats Units                   |
| Superstar                                                | Xavier Giannoli                  | França, Bèlgica                |
| Sinapupunan                                              | Brillante Mendoza                | Filipines                      |
| To the Wonder                                            | Terrence Malick                  | Estats Units                   |

### Fora de competició
Les següents pel·lícules foren exhibides "fora de competició":
| Ficció                       | Ficció             | Ficció                        | Ficció |
| Títol original               | Director(s)        | País de producció             |        |
| ---------------------------- | ------------------ | ----------------------------- | ------ |
| Bait 3D                      | Kimble Rendall     | Austràlia, Singapur           |        |
| The Company You Keep         | Robert Redford     | Estats Units                  |        |
| Disconnect                   | Henry-Alex Rubin   | Estats Units                  |        |
| Du hast es versprochen       | Alex Schmidt       | Alemanya                      |        |
| O Gebo e a Sombra '          | Manoel de Oliveira | Portugal, França              |        |
| The Iceman                   | Ariel Vromen       | Estats Units                  |        |
| Cherchez Hortense            | Pascal Bonitzer    | França                        |        |
| Den Skaldede Frisør          | Susanne Bier       | Dinamarca, Suècia             |        |
| L’homme qui rit              | Jean-Pierre Ameris | França, Txèquia               |        |
| Shokuzai (270')              | Kiyoshi Kurosawa   | Japó                          |        |
| The Reluctant Fundamentalist | Mira Nair          | Índia, Pakistan, Estats Units |        |
| Tai ji 1: Cong 0 kai shi     | Stephen Fung       | R.P. de la Xina               |        |

| No ficció                  | No ficció      | No ficció                   | No ficció |
| Títol original             | Director(s)    | País de producció           |           |
| -------------------------- | -------------- | --------------------------- | --------- |
| Bad 25                     | Spike Lee      | Estats Units                |           |
| Enzo Avitabile Music Life  | Jonathan Demme | Itàlia, Estats Units        |           |
| Lullaby to My Father       | Amos Gitai     | Israel, França, Switzerland |           |
| Peter Brook: The Tightrope | Simon Brook    | Regne Unit, França, Itàlia  |           |

| Exhibicions especials             | Exhibicions especials                  | Exhibicions especials | Exhibicions especials |
| Títol original                    | Director(s)                            | País de producció     |                       |
| --------------------------------- | -------------------------------------- | --------------------- | --------------------- |
| Anton tut ryadom                  | Lyubov Arkus                           | Rússia                |                       |
| Clarisse (curt)                   | Liliana Cavani                         | Itàlia                |                       |
| Come voglio che sia il mio futuro | Maurizio Zaccaro                       | Itàlia                |                       |
| La nave dolce                     | Daniele Vicari                         | Itàlia, Albània       |                       |
| El impenetrable                   | Daniele Incalcaterra, Fausta Quattrini | Argentina, França     |                       |
| Ya man aach                       | Hinde Boujemaa                         | Tunísia               |                       |
| Medici con l'Africa               | Carlo Mazzacurati                      | Itàlia                |                       |
| Sfiorando Il Muro                 | Silvia Giralucci, Luca Ricciardi       | Itàlia                |                       |
| Witness: Libya                    | Abdallah Omeish                        | Estats Units          |                       |

### Horitzons
Les següents pel·lícules foren seleccionades per la secció Horitzons (Orizzonti):
| Pel·lícules                       | Pel·lícules          | Pel·lícules                      | Pel·lícules |
| Títol original                    | Director(s)          | País de producció                |             |
| --------------------------------- | -------------------- | -------------------------------- | ----------- |
| Araf                              | Yeşim Ustaoğlu       | Turquia                          |             |
| Gli equilibristi                  | Ivano De Matteo      | Itàlia, França                   |             |
| Boxing Day                        | Bernard Rose         | Regne Unit, Estats Units         |             |
| Menatek Ha-Maim                   | Idan Hubel           | Israel                           |             |
| Gaosu tamen, wo cheng baihe qu le | Li Ruijun            | R.P. de la Xina                  |             |
| Kapringen                         | Tobias Lindholm      | Dinamarca                        |             |
| L'intervallo                      | Leonardo Di Costanzo | Itàlia, Suïssa, Alemanya         |             |
| Leones                            | Jazmin Lopez         | Argentina, França, Països Baixos |             |
| Low Tide                          | Roberto Minervini    | Estats Units, Itàlia, Bèlgica    |             |
| Ja tozhe hochu                    | Aleksei Balabànov    | Rússia                           |             |
| Khanéh Pedari                     | Kianoosh Ayari       | Iran                             |             |
| Bellas mariposas                  | Salvatore Mereu      | Itàlia                           |             |
| Tango libre                       | Frédéric Fonteyne    | Bèlgica, França, Luxemburg       |             |
| Sān Zǐmèi (documental)            | Wang Bing            | França, Hong Kong                |             |
| Wadjda                            | Haifaa al-Mansour    | Aràbia Saudita, Alemanya         |             |
| El sheita elli fat                | Ibrahim El Batout    | Egipte                           |             |
| Yema                              | Djamila Sahraoui     | Algèria, França                  |             |
| Sennen no yuraku                  | Koji Wakamatsu       | Japó                             |             |

| Curtmetratges                   | Curtmetratges                     | Curtmetratges                  | Curtmetratges |
| Títol original                  | Director(s)                       | País de producció              |               |
| ------------------------------- | --------------------------------- | ------------------------------ | ------------- |
| Cargo                           | Carlo Sironi                      | Itàlia                         |               |
| Jingang Jing                    | Ming-Liang Tsai                   | Taiwan                         |               |
| Bansulli                        | Min Bham                          | Nepal                          |               |
| Frank-Étienne vers la béatitude | Constance Meyer                   | França                         |               |
| I’m the One                     | Paola Morabito                    | Austràlia                      |               |
| Cho-De                          | Min-Young Yoo                     | Corea del Sud                  |               |
| Living Still Life               | Bertrand Mandico                  | França, Bèlgica, Alemanya      |               |
| Luisa no está en casa           | Celia Rico Clavellino             | Espanya                        |               |
| Titloi telous                   | Yorgos Zois                       | Grècia                         |               |
| Las manos limpias               | Carlos Armella                    | Mèxic                          |               |
| Marla                           | Nick King                         | Austràlia                      |               |
| Miracle Boy                     | Jake Mahaffy                      | Estats Units                   |               |
| Resistente                      | Renate Costa Perdomo, Salla Sorri | Dinamarca, Paraguai, Finlàndia |               |
| La sala                         | Alessio Giannone                  | Itàlia                         |               |
| O Afinador                      | Fernando Camargo, Matheus Parizi  | Brasil                         |               |

Títol il·luminat indica el guanyador del premi Orizzonti

### Clàssics de Venècia
Es va projectar en aquesta secció la següent selecció de pel·lícules clàssiques i documentals restaurats:
| Clàssics restaurats                                          | Clàssics restaurats                   | Clàssics restaurats | Clàssics restaurats |
| Títol original                                               | Director(s)                           | País de producció   |                     |
| ------------------------------------------------------------ | ------------------------------------- | ------------------- | ------------------- |
| La decima vittima (1965)                                     | Elio Petri                            | Itàlia              |                     |
| American Dreams (1984, documental)                           | James Benning                         | Estats Units        |                     |
| Karumen kokyō ni kaeru (1951)                                | Kinoshita Keisuke                     | Japó                |                     |
| Campanades a mitjanit (1965)                                 | Orson Welles                          | Espanya             |                     |
| Fanny och Alexander (1982)                                   | Ingmar Bergman                        | Suècia              |                     |
| Gentlemen Prefer Blondes (1953)                              | Howard Hawks                          | Estats Units        |                     |
| The Ghost and Mrs. Muir (1947)                               | Joseph L. Mankiewicz                  | Estats Units        |                     |
| Heaven’s Gate (1980)                                         | Michael Cimino                        | Estats Units        |                     |
| Himala ("Miracle") (1982)                                    | Ishmael Bernal                        | Filipines           |                     |
| Indagine su un cittadino al di sopra di ogni sospetto (1970) | Elio Petri                            | Itàlia              |                     |
| Il caso Mattei                                               | Francesco Rosi                        | Itàlia              |                     |
| Porcile (1969)                                               | Pier Paolo Pasolini                   | Itàlia              |                     |
| Camicie rosse (1952)                                         | Goffredo Alessandrini, Francesco Rosi | Itàlia              |                     |
| Stromboli terra di Dio (1950)                                | Roberto Rossellini                    | Itàlia              |                     |
| Sunset Blvd. (1950)                                          | Billy Wilder                          | Estats Units        |                     |
| Tell Me Lies (1968)                                          | Peter Brook                           | Regne Unit          |                     |
| Avoir 20 ans dans les Aurès (1972)                           | René Vautier                          | França              |                     |

| Documentals sobre cinema                                         | Documentals sobre cinema                                                | Documentals sobre cinema | Documentals sobre cinema |
| Títol original                                                   | Director(s)                                                             | País de producció        |                          |
| ---------------------------------------------------------------- | ----------------------------------------------------------------------- | ------------------------ | ------------------------ |
| Las versiones de campanadas a medianoche de Orson Welles (short) | Luciano Berriatúa                                                       | Espanya                  |                          |
| Monicelli: La versione di Mario                                  | Mario Canale, Felice Farina, Mario Gianni, Wilma Labate, Annarosa Morri | Itàlia                   |                          |
| Gli anni delle immagini perdute                                  | Adolfo Conti                                                            | Itàlia                   |                          |
| Conteurs d'images                                                | Noelle Deschamps                                                        | França                   |                          |
| Dai nostri inviati alla Mostra di Venezia                        | Giuseppe Giannotti, Enrico Salvatori, Davide Savelli                    | Itàlia                   |                          |
| Harry Dean Stanton: Partly Fiction                               | Sophie Huber                                                            | Estats Units, Suïssa     |                          |
| Miradas múltiples (La máquina loca)                              | Emilio Maillé                                                           | Mèxic, França, Espanya   |                          |
| La guerra dei vulcani                                            | Francesco Patierno                                                      | Itàlia                   |                          |
| Valentino's Ghost                                                | Michael Singh                                                           | Estats Units, Índia      |                          |
| Sedia Elettrica: il making of del film Io e Te                   | Monica Strambini                                                        | Itàlia                   |                          |

### «80!»
Per a aquesta secció retrospectiva es van projectar les següents pel·lícules poc freqüents de l’arxiu històric de la Biennale:
| Títol original                               | Director(s)                                      | País de producció |
| -------------------------------------------- | ------------------------------------------------ | ----------------- |
| Ahora te vamos a llamar hermano (1971, curt) | Raoul Ruiz                                       | Xile              |
| A Bagful of Fleas (1963) (Pytel blech)       | Vera Chytilová                                   | Txèquia           |
| Il brigante (1961)                           | Renato Castellani                                | Itàlia            |
| Dieu a besoin des hommes (1950)              | Jean Delannoy                                    | França            |
| Free at Last (1968)                          | Gregory Shuker, James Desmond, Nicholas Proferes | Estats Units      |
| Gengis Khan (1950)                           | Manuel Conde, Salvador Lou                       | Filipines         |
| Poslednjaja noc’ (1936)                      | Julij Jakovlevic Rajzman                         | Unió Soviètica    |
| Zablácené Mesto (1963, curt)                 | Václav Táborský                                  | Txèquia           |
| Pagine chiuse (1968)                         | Gianni Da Campo                                  | Itàlia            |
| Stress es tres, tres (1968)                  | Carlos Saura                                     | Espanya           |

### Projeccions especials
Les següents pel·lícules de la Selecció Oficial foren presentadas a les Projeccions Especials:
| Títol original                                       | Director(s)      | País de producció      |
| ---------------------------------------------------- | ---------------- | ---------------------- |
| Carmel (2009)                                        | Amos Gitai       | Israel, França, Itàlia |
| Convitto Falcone (curt)                              | Pasquale Scimeca | Itàlia                 |
| Hommage to Simone Massi (17 curtmetratges - 76 min.) | Simone Massi     | Itàlia                 |

## Seccions autònomes

### Setmana de la Crítica del Festival de Cinema de Venècia
Les següents pel·lícules foren exhibides com en competició per la 27a Setmana de la Crítica:
| En competició         | En competició     | En competició     | En competició |
| Títol original        | Director(s)       | País de producció |               |
| --------------------- | ----------------- | ----------------- | ------------- |
| Äta sova dö           | Gabriela Pichler  | Suècia            |               |
| La città ideale       | Luigi Lo Cascio   | Itàlia            |               |
| Küf                   | Ali Aydın         | Turquia, Alemanya |               |
| O luna in Thailandia  | Paul Negoescu     | Romania           |               |
| No quiero dormir sola | Natalia Beristain | Mèxic             |               |
|                       | Tom Heene         | Bèlgica           |               |
| Xiao he               | Liu Shu           | R.P. de la Xina   |               |

| Esdeveniments especials – Fora de competició | Esdeveniments especials – Fora de competició | Esdeveniments especials – Fora de competició                                                                     | Esdeveniments especials – Fora de competició |
| Line-up                                      | Títol                                        | Director(s) | País de producció                            |
| -------------------------------------------- | -------------------------------------------- | --- | -------------------------------------------- |
| Pel·lícula d’apertura                        | Water                                        | Nir Sa'ar, Maya Sarfaty, Mohammad Fuad, Yona Rozenkier, Mohammad Bakri, Ahmad Bargouthi, Pini Tavger, Tal Haring | Israel, Palestina, França                    |
| Pel·lícula de clausura                       | Kiss of the Damned                           | Xan Cassavetes                                                                                                   | Estats Units                                 |

### Dies de Venècia
Les següents pel·lícules foren seleccionades per la 9a edició de la secció autònoma Dies de Venècia (Giornate Degli Autori):
| En competició      | En competició       | En competició              | En competició |
| Títol original     | Director(s)         | País de producció          |               |
| ------------------ | ------------------- | -------------------------- | ------------- |
| Blondie            | Jesper Ganslandt    | Suècia                     |               |
| Crawl              | Hervé Lasgouttes    | França                     |               |
| Hayuta ve Berl     | Amir Manor          | Israel                     |               |
| Il Gemello         | Vincenzo Marra      | Itàlia                     |               |
| Héritage           | Hiam Abbass         | França, Israel, Turquia    |               |
| Gaigimet           | Rusudan Chkonia     | França, Geòrgia, Luxemburg |               |
| Kinshasa Kids      | Marc-Henri Wajnberg | Bèlgica, França            |               |
| Pinocchio          | Enzo D'Alò          | França                     |               |
| Queen of Montreuil | Sólveig Anspach     | França                     |               |
| Acciaio            | Stefano Mordini     | Itàlia                     |               |
| Stories We Tell    | Sarah Polley        | Canadà                     |               |
| Muge               | Jeon Kyu-hwan       | Corea del Sud              |               |

| Esdeveniments especials                         | Esdeveniments especials                                                                                | Esdeveniments especials | Esdeveniments especials |
| Títol                                           | Director(s)                                                                                            | País                    |                         |
| ----------------------------------------------- | --- | ----------------------- | ----------------------- |
| Terramatta                                      | Costanza Quatriglio                                                                                    | Itàlia                  |                         |
| Non mi avete convinto                           | Filippo Vendemmiati                                                                                    | Itàlia                  |                         |
| Bob Wilson's Life and Death of Marina Abramović | Giada Colagrande                                                                                       | Itàlia                  |                         |
| L'uomo che amava il cinema                      | Marco Segato                                                                                           | Itàlia                  |                         |
| 6 sull'autobus                                  | Simone Dante Antonelli, Giacomo Bisordi, Rita de Donato, Irene di Lelio, Antonio Ligas, Emiliano Russo | Itàlia                  |                         |

| Nits de Venècia                      | Nits de Venècia                     | Nits de Venècia    | Nits de Venècia |
| Títol                                | Director(s)                         | País               |                 |
| ------------------------------------ | ----------------------------------- | ------------------ | --------------- |
| Le cose belle                        | Agostino Ferrente, Giovanni Piperno | Itàlia             |                 |
| Francesco De Gregori. Finestre rotte | Stefano Pistolini                   | Itàlia             |                 |
| The Golden Temple                    | Enrico Masi                         | Itàlia, Regne Unit |                 |
| My Friend Johnny                     | Alessandra Cardone                  | Itàlia             |                 |
| Nozze d'Agosto                       | Andrea Parena                       | Itàlia             |                 |
| Il risveglio del fiume segreto       | Alessandro Scillitani               | Itàlia             |                 |
| Tralala                              | Masbedo                             | Itàlia             |                 |

| Contes de dones Miu Miu          | Contes de dones Miu Miu | Contes de dones Miu Miu     | Contes de dones Miu Miu |
| Títol                            | Director(s)             | País                        |                         |
| -------------------------------- | ----------------------- | --------------------------- | ----------------------- |
| It’s Getting Late (8,3 min)      | Massy Tadjedin          | Itàlia, Estats Units        |                         |
| Meshes of the Afternoon (14 min) | Maya Deren              | Estats Units                |                         |
| Muta (6,5 min)                   | Lucrecia Martel         | Itàlia, Argentina, Paraguai |                         |
| The Powder Room (2,5 min)        | Zoe Cassavetes          | Itàlia, Regne Unit          |                         |
| The Woman Dress (6,8 min)        | Giada Colagrande        | Itàlia, Estats Units        |                         |

| Projectes especials (Cinema Corsaro)                          | Projectes especials (Cinema Corsaro) | Projectes especials (Cinema Corsaro) | Projectes especials (Cinema Corsaro) |
| Títol                                                         | Director(s)                          | País                                 |                                      |
| ------------------------------------------------------------- | ------------------------------------ | ------------------------------------ | ------------------------------------ |
| Gli intrepidi                                                 | Giovanni Cioni                       | Itàlia                               |                                      |
| Iolanda tra bimba e corsara                                   | Tonino De Bernardi                   | Itàlia                               |                                      |
| Games                                                         | Alessio Di Zio                       | Estats Units                         |                                      |
| Fame in California                                            | Alessio Di Zio                       | Estats Units                         |                                      |
| Tacoma                                                        | Alessio Di Zio                       | Estats Units                         |                                      |
| Vers Madrid: The Burning Bright (en elaboració)               | Sylvain George                       | Espanya, França                      |                                      |
| Le tigri di Mompracem (minisèrie 1974-)                       | Ugo Gregoretti                       | Itàlia                               |                                      |
| Carmela, salvata dai filibustieri                             | Giovanni Maderna, Mauro Santini      | Itàlia                               |                                      |
| Materiali preparatori inediti per il film: "Altrove" (40 min) | Corso Salani                         | Itàlia                               |                                      |
| Egh c'è e non c'è - Carta bianca a Enrico Ghezzi              | Enrico Ghezzi                        | Itàlia                               |                                      |

| Premi Lux      | Premi Lux        | Premi Lux                          | Premi Lux |
| Títol original | Director(s)      | País de producció                  |           |
| -------------- | ---------------- | ---------------------------------- | --------- |
| Csak a szél    | Benedek Fliegauf | Hongria                            |           |
| Io sono Li     | Andrea Segre     | Itàlia                             |           |
| Tabu           | Miguel Gomes     | Portugal, Alemanya, Brasil, França |           |

## Premis

### Selecció oficial
Els premis concedits en la 69a edició foren:
En Competició (Venezia 69)
- Lleó d'Or: Pietà de Kim Ki-duk
- Lleó d'Argent al millor director: Paul Thomas Anderson per The Master
- Premi Especial del Jurat: Paradies: Glaube de Ulrich Seidl
- Copa Volpi al millor actor: Philip Seymour Hoffman i Joaquin Phoenix per The Master
- Copa Volpi a la millor actriu: Hadas Yaron per Lemale et ha'halal
- Premi Marcello Mastroianni al millor actor o actriu emergent: Fabrizio Falco per Bella addormentata i È stato il figlio
- Osella al millor guió: Olivier Assayas per Après mai
- Osella a la millor fotografia: Daniele Cipri per È stato il figlio

Horitzons (Orizzonti)
- Millor pel·lícula: Sān Zǐmèi de Wang Bing
- Premi especial del Jurat: Tango libre de Frédéric Fonteyne
- Premi Horitzons YouTube al millor curtmetratge: Cho-De de Min-Young Yoo
- Premi European Film (curtmetratge): Titloi telous de Yorgos Zois

Premis Especials
- Lleó d'Or a la carrera: Francesco Rosi
- Premi Persol Tribut al Talent Visionaryi: Michael Cimino
- Premi Jaeger-LeCoultre Glory to the Filmmaker: Spike Lee
- Premi L'Oréal Paris per il Cinema: Giulia Bevilacqua

### Seccions autònomes
Els següents premis oficials i col·laterals foren concedits a pel·lícules de les seccions autònomes:
Setmana dels Crítics de Cinema Internacional de Venècia
- Lleó del Futur

Premi "Luigi de Laurentis" a la pel·lícula de debut: Küf d’Ali Aydın
- Premi de l’Audiència "RaroVideo": Äta sova dö de Gabriela Pichler
- Premi Arca CinemaGiovani a la millor pel·lícula italiana: La città ideale de Luigi Lo Cascio

Dies de Venècia (Giornati degli Autori)
- Premi Label Europa Cinemas: Crawl de Hervé Lasgouttes
- Premi Lina Mangiacapre: Queen of Montreuil de Sólveig Anspach
- Premio Cinematografico “Civitas Vitae prossima” Award: Terramatta de Costanza Quatriglio

### Altres premis col·laterals
Els següents premis col·laterals foren concedits a pel·lícules de la selecció oficial:
- Premis FIPRESCI[23]
  - Millor pel·lícula (Competició principal): The Master de Paul Thomas Anderson
  - Millor pel·lícula (Horitzons): L'intervallo de Leonardo Di Costanzo (Horizons)
- Premi SIGNIS: To the Wonder de Terrence Malick

Menció especial: Lemale et ha'halal de Rama Burshtein
- Premi Francesco Pasinetti (SNGCI) 
  - Millor pel·lícula: The Interval de Leonardo Di Costanzo (Horitzons)
  - Millor documental: La nave dolce de Daniele Vicari (Fora de Competició)
  - Best Actor: Valerio Mastandrea per Gli equilibristi (Horitzons)
  - Pasinetti Speciale: Clarisse de Liliana Cavani (Fora de Competició)
- Premi Leoncino d'Oro Agiscuola: Pieta de Kim Ki-duk

Menció Cinema per UNICEF: È stato il figlio de Daniele Ciprì
- Premi Brian: Bella addormentata (Bella Addormentata) de Marco Bellocchio
- Premi Lleó Queer (Associazione Cinemarte): Muge de Jeon Kyu-hwan
- Premi Arca CinemaGiovani - Venezia 69: La cinquième saison de Peter Brosens i Jessica Woodworth
- Premi Biografilm Lancia (ex aequo): La nave dolce de Daniele Vicari i Bad25 de Spike Lee (Fora de Competició)
- Premi Bisato d'Oro:
  - Millor pel·lícula: Bellas Mariposas de Salvatore Mereu
  - Millor Director: Jazmín López per Leones
  - Millor actriu: Nora Aunor per Sinapupunan
- Premi CICT - UNESCO "Enrico Fulchignoni": The Interval de Leonardo Di Costanzo (Horitzons)
- Premi CICAE - Cinema d'Arte e d'Essai: Wadjda de Haifaa Al Mansour (Horirzons)
- Premi CinemAvvenire:
  - Millor pel·lícula - Venezia 69: Paradies: Glaube d'Ulrich Seidl
  - Millor pel·lícula - Il cerchio non è rotondo: Wadjda de Haifaa Al Mansour (Horitzons)
- FEDIC Award:  The Interval de Leonardo Di Costanzo (Horitzons)

Menció especial: Bellas Mariposas de Salvatore Mereu
- Premi Fondazione Mimmo Rotella: Après mai d'Olivier Assayas
- Premi Future Film Festival Digital: Bad25 de Spike Lee (Fora de Competició)

Menció especial: Spring Breakers de Harmony Korine
- Premi P. Nazareno Taddei: Pieta de Kim Ki-duk

Menció especial: Sinapupunan de Brillante Mendoza
- Premi Lanterna Magica (CGS): The Interval de Leonardo Di Costanzo (Horitzons)
- Premi Open: The Company You Keep de Robert Redford (Fora de Competició)
- Premi La Navicella – Venezia Cinema: Sinapupunan de Brillante Mendoza
- Premi AIF - FORFILMFEST : The Interval de Leonardo Di Costanzo (Horitzons)
- Ratolí d’Or: Pieta de Kim Ki-duk
- Ratolí d’Argent: Anton tut ryadom de Lyubov Arkus (Fora de Competició)
- Premi Creative Industries Regne Unit-Itàlia – Millor pressupost innovador: The Interval de Leonardo Di Costanzo (Horitzons)
- Premi Gillo Pontecorvo - Arcobaleno Latino: Laura Delli Colli
- Premi Fundació Christopher D. Smithers: Low Tide de Roberto Minervini (Horitzons)
- Premi Interfilm per promoure el diàleg interreligiós: Wadjda de Haifaa Al Mansour (Horitzons)
- Premi Giovani Giurati del Vittorio Veneto Film Festival: The Company You Keep de Robert Redford (Fora de Competició)

Menció especial: Toni Servillo pel seu paper a È stato il figlio
- Premi Green Drop: The Fifth Season de Peter Brosens i Jessica Woodworth

## Controvèrsia sobre el Lleó d'Or
El jurat liderat pel cineasta Michael Mann originalment havia de lliurar el millor premi del Lleó d'Or a la pel·lícula de Paul Thomas Anderson The Master, juntament amb el premi Lleó d'Argent al millor director i el premi al millor actor. Tanmateix, a causa de la nova regla del festival que prohibeix emparellar el Lleó d'Or amb qualsevol altre premi, se li va demanar al jurat "que tornés a deliberar per eliminar" un dels premis per The Master i el Lleó d'Or fou atorgat a la pel·lícula de Kim Ki-duk Pietà. D'altra banda, el jurat havia planejat atorgar la Coppa Volpi a la millor actriu a Jo Min-su, que representava Jang Mi-sun a Pietà de Kim Ki-duk. Tanmateix, a causa de la nova norma del festival, el jurat no va poder atorgar el premi a Jo Min-su. A la recepció oficial que es va celebrar després de la clausura del festival, molts jurats, com Samantha Morton i Peter Chan, van parlar de Jo dient que "l'actuació de Jo era tal que va canviar la meva vida. Vaig plorar amb l'actuació de Jo."